# 基爾·庫特耐特

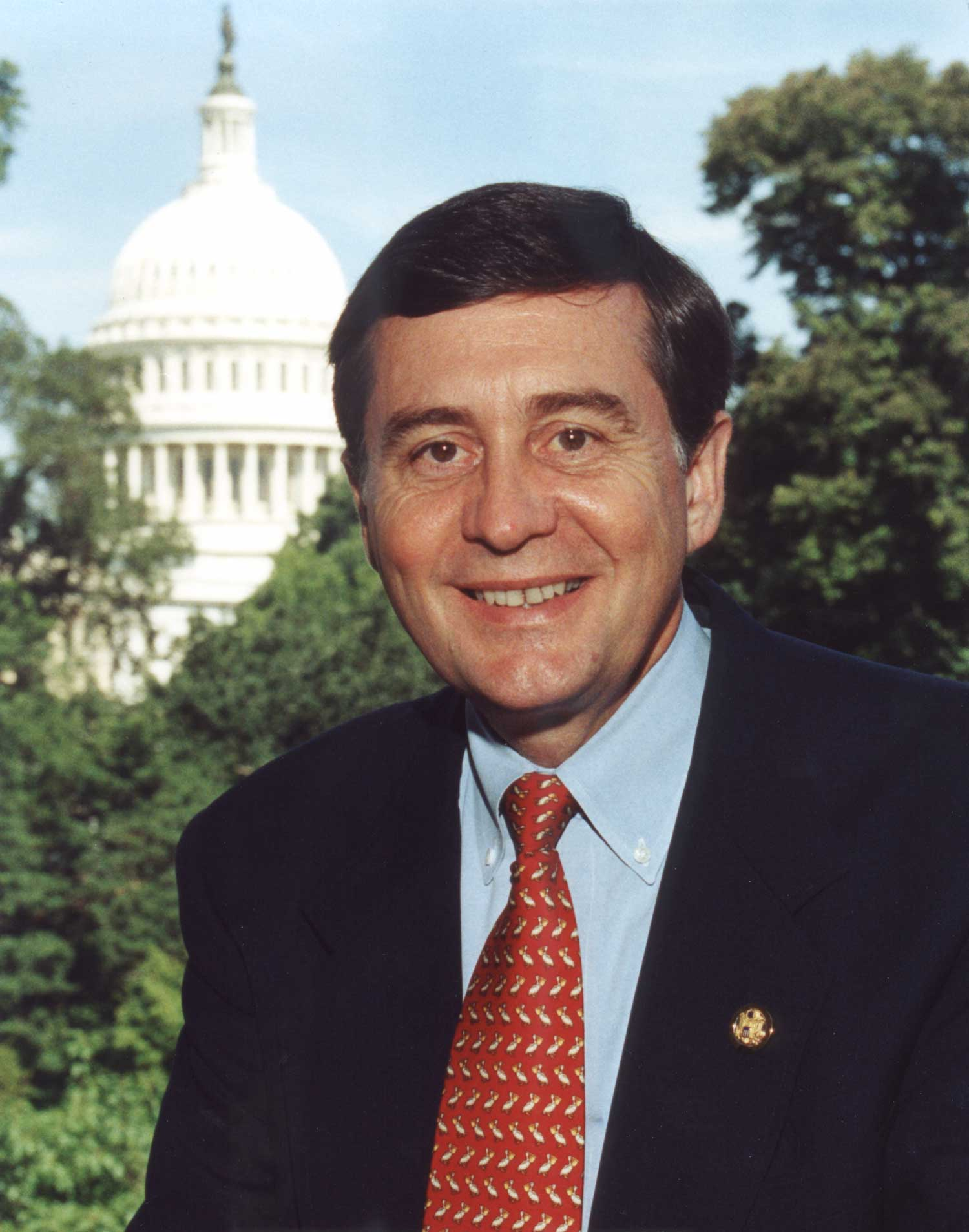
基尔·库特耐特

基爾·庫特耐特（Gil Gutknecht；1951年3月20日—）是美國的一位政治人物。在1995年至2007年，他是明尼蘇達州第1選舉區選出的美國眾議院議員。他的黨籍是共和黨。庫特耐特畢業於北愛奧瓦大學。他已經結婚並有三名子女。